# Rockstar Games
Rockstar Games или [на български] Рокстар Геймс е компания за производство на видеоигри. Учредена в Ню Йорк, собственост на Take-Two Interactive, Рокстар Геймс произвежда игри чрез закупуването на британския издател на видеоигри BMG Interactive. Марката е известна с култовите игри и поредици Grand Theft Auto, Max Payne, Red Dead, Midnight Club, Bully, L.A. Noire, Manhunt и с използването на отворен свят в техните игри. Компанията се състои от студия, които са придобити и са преименувани, и такива които са създадени вътрешно. Марката Rockstar Games е основана в Ню Йорк през 1998 г. от английските продуценти на видеоигри: Сам Хаузър, Дан Хаузър, Тери Донован, Джейми Кинг и Гари Форман.
Седалището на Rockstar Games (често наричано Rockstar NYC) се намира на Бродуей в квартала СоХо, при част от офисите на Take-Two Interactive. Това е домът на отделите, грижещи се за маркетинга, връзките с обществеността и разработването на продуктите.

## Технологии

### RAGE
Rockstar Games са разработили свой собствен game engine, наречен Rockstar Advanced Game Engine (RAGE) за улесняване при разработването на игри на PlayStation 3, Xbox 360, Windows, Mac и Wii платформи.

### Social Club
Rockstar Games Social Club е обществен сайт, създаден от Rockstar за използване с техните игри.

## Rockstar Студия
| Лого | Име                  | Години      | Бележки |
| ---- | -------------------- | ----------- | --- |
|      | Rockstar Leeds       | 2004 –      | Известно преди като Mobius Entertainment и базирано в Лийдс, Англия. Те са създали Grand Theft Auto: Liberty City Stories и Vice City Stories за PlayStation Portable, Max Payne за Game Boy Advance, Grand Theft Auto: Chinatown Wars, и музикалната игра Beaterator. Последната работа на студиото е Microsoft Windows версията на L.A. Noire. |
|      | Rockstar Lincoln     | 1999 –      | Студио за осигуряване на качеството и превод, базирано в Линкълн, Англия, известно преди като Tarantula Studios. |
|      | Rockstar London      | 2005 –      | Формирано през ноември 2005. Заело се с разработването на Manhunt 2, след като Rockstar Vienna затваря. Последно разработват портативната адаптация на Midnight Club: Los Angeles, Midnight Club LA Remix. |
|      | Rockstar New England | 2008 –      | Придобито на 4 април 2008, това студио е базирано в Andover, Масачузетс, САЩ. Известно преди като Mad Doc Software. Те разработват Xbox 360 и PC портовете на Bully. |
|      | Rockstar North       | 2002 –      | Основано през 2002, Rockstar North е базирано в Единбург, Шотландия, и е било известно преди като DMA Design. Те са известни с Grand Theft Auto и Manhunt франчайза, както и с оригиналните Lemmings игри. |
|      | Rockstar San Diego   | 2003 –      | Известно преди като Angel Studios, те са разработили RAGE engine, Red Dead Revolver и Red Dead Redemption, Smuggler's Run поредицата, първите две Midtown Madness игри и Midnight Club поредицата. |
|      | Rockstar Toronto     | 1999 –      | Известни преди като Rockstar Canada. Най-известната им работа е по The Warriors, адаптация на култовия класически филм и PC версията на Grand Theft Auto IV и Grand Theft Auto: Episodes from Liberty City. |
|      | Rockstar Vancouver   | 2002 – 2012 | Известни преди като Barking Dog Studios, те са създали PlayStation 2 заглавието Bully и третата игра в Max Payne поредицата, Max Payne 3. Rockstar Vancouver бива слят с Rockstar Toronto. |
|      | Rockstar Vienna      | 2003 – 2006 | Известни преди като Neo Software; Затворили на 11 май 2006. Те портнаха Max Payne поредицата за конзоли, и работили по част от Manhunt 2 преди да затворят. |

## Външни разработчици
- Bungie разработват играта Oni за Windows и Macintosh, която след това е портната от Rockstar към PS2 и издадена от тях. Преди Bungie да бъде закупен от Microsoft техният продукт, Halo, е бил планиран да излезе за конзоли с Rockstar като издател.
- Capcom са взели част от ранното разработване на Red Dead Revolver и по-рано държали правата за разпространение в Япония на Grand Theft Auto.
- Digital Eclipse Software сътрудничили с Rockstar North докато разработвали Grand Theft Auto Advance.
- Remedy Entertainment и 3D Realms разработили Max Payne поредицата. 3D Realms също разработили Xbox Live Arcade версията на Duke Nukem 3D, която се разпространява от Rockstar.
- Team Bondi австралийски независим игрален разработчик, който разработва L.A. Noire с Rockstar.